# Jüdischer Friedhof (Bedburg, Alter Friedhof)
Der alte Jüdische Friedhof Bedburg lag in der Stadt Bedburg im Rhein-Erft-Kreis, Nordrhein-Westfalen. 
Belegt wurde der Friedhof vom 18. Jahrhundert bis zum Anfang des 19. Jahrhunderts. Heute sind keine Grabsteine (Mazewot) mehr vorhanden. 
Die schon damals nicht mehr genutzte Begräbnisstätte wurde 1839 von der jüdischen Gemeinde erworben. 1938/39 musste das Grundstück dann an eine Privatperson verkauft werden. Heute befindet sich an dieser Stelle ein Haus.